# Mattanza (album)
Mattanza è il secondo album dei Napoli Centrale, pubblicato dalla Dischi Ricordi nel 1976.

## Tracce
Testi di Franco Del Prete, musiche di James Senese
Lato A
1. Simme iute e simme venute – 7:41
2. Sotto a' suttana – 9:03
3. Sotto e 'n coppa – 8:00

Durata totale: 24:44
Lato B
Testi di Franco Del Prete, musiche di James Senese
1. 'O nonno mio – 1:46
2. Sangue misto – 13:25
3. Forse sto capenno – 4:38
4. Chi fa l'arte e chi s'accatta – 4:32

Durata totale: 24:21

## Musicisti
Simme iute e simme venute
- Franco Del Prete - grancassa, piatti cinesi
- James Senese - voce, sassofono tenore, legni (woodwind)
- Giuseppe Guarnera - pianoforte fender
- Kelvin Bullen - basso
- Agostino Marangolo - batteria
- Guarnera, James, Kelvin, Del Prete, Alan, Tokioma - voci atù

Sotto a' suttana
- Kelvin Bullen - basso, voce
- James Senese - voce, sassofono soprano, flauto, cimbali
- Pippo Guarnera - pianoforte fender, pianoforte acustico
- Agostino Marangolo - batteria

Sotto e 'n coppa
- James Senese - sassofono soprano, sassofono tenore, percussioni, woodwind
- Pippo Guarnera - pianoforte fender, M x R
- Kelvin Bullen - basso
- Agostino Marangolo - batteria

'O nonno mio
- Pippo Guarnera - pianoforte fender
- Kelvin Bullen - basso, chitarra acustica
- James Senese - sassofono soprano

Sangue misto
- James Senese - woodwind, sassofono tenore, percussioni, M x R
- Kelvin Bullen - basso, percussioni
- Giuseppe Guarnera - pianoforte fender, M x R
- Bruno Biriaco - batteria

Forse sto capenno
- Pippo Guarnera - pianoforte acustico
- James Senese - sassofono tenore
- Franco Del Prete - cimbali olandesi, barattolo sardegnolo

Chi fa l'arte e chi s'accatta
- Kelvin Bullen - basso
- James Senese - voce, woodwind, sassofono soprano, sassofono tenore
- Pippo Guarnera - pianoforte fender
- Marvin - boogaloo, batteria
- Franco Del Prete - campana

Note aggiuntive
- Napoli Centrale - produzione
- Bobby Solo - tecnico del suono (brani: Sotto a' suttana e Sotto e 'n coppa)
- Franco Patrignani - tecnico del suono[1]